# Coure verdet

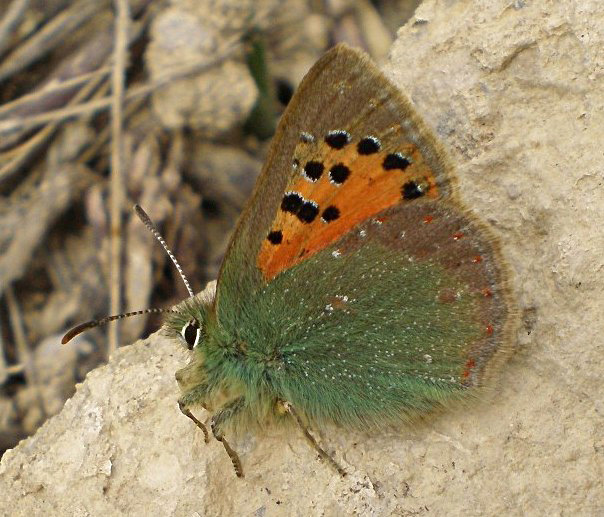
Tomares ballus femella (Tàrrega)

El coure verdet (Tomares ballus) és una espècie de lepidòpter papilionoïdeu de la família dels licènids (Lycaenidae). Es distribueix per zones càlides del Mediterrani, incloent Marroc, Algèria, Tunísia, Líbia, Egipte, Portugal, Espanya i sud de França, incloent-hi els Països Catalans. Es tracta d'una espècie sense cap protecció i comuna en algunes àrees concretes.

## Distribució
A la zona africana, les poblacions del Marroc se situen a l'Anti-Atles, a Algèria es troba a Al-Kantara i a Tunísia a Hammamet, entre el nivell del mar i els 1700 metres. A Europa les poblacions són molt disperses i només es pot trobar al centre, sud i est de la península Ibèrica (esquivant el clima atlàntic) i a la costa mediterrània francesa, entre els 300 i els 1300 metres d'altitud. Als Països Catalans és una espècie rara, degut principalment a la destrucció de l'hàbitat, dedicació de les estepes mediterrànies a camps de conreu; absent a les Illes Balears i Andorra. Sembla que hi pot haver fortes oscil·lacions en el nombre d'exemplars d'una població d'una temporada a una altra, les causes de les quals són desconegudes.

## Morfologia

### Imago
Envergadura alar d'entre 22 i 30 mm. Hi ha variacions en la coloració en funció del sexe. Anvers marró fosc als mascles; en canvi, a les femelles hi predomina el taronja a les anteriors, on el marró queda reduït de l'extrem alar fins al submarge, i és abundant a les posteriors, a les quals aquest color va de l'extrem fins a la zona postdiscal. Revers, molt similar entre sexes, taronja i marró (envoltant les ales, als marges, submarges i àpex) amb punts negres a les ales anteriors i verd amb punts i marges i submarges marrons a les posteriors; fímbries blanques. A diferència d'altres espècies de la família i desafiant el nom popular, no tenen cap tonalitat blava. A més, el seu verd és molt característic, tot i que en tota la família també hi és present a Callophrys rubi i Callophrys avis.

### Eruga
Fins als 12 mm de longitud. Robusta i amb pilositat curta, té la típica forma larvària de la família. Quan neixen, són rosades i tenen un petit "escut" negre al primer segment. Polimòrfica, en l'últim estadi normalment és taronja o roja amb petites taques grogues que es distribueixen en dues franges dorsals i dues laterals. Quan es disposen a pupar, el seu color canvia cap a tonalitats groguenques.

### Pupa
Es caracteritzen per la seva forma rabassuda, pel seu relleu poc marcat i per la coloració marró vermellosa.

### Ou
D'un diàmetre aproximat de 0,5 mm. Són blau verdosos esfèrics, amb estries visibles amb lupa. Es tornen gris fosc, de coloració semblant al grafit, quan s'aproxima l'eclosió de l'eruga.

## Hàbitat
Prefereix viure en zones obertes, prats secs d'herba baixa, també una mica nitrificades. Les erugues s'alimenten, en general, de fruits de Medicago, Astragalus, Lotus, Anthyllis, Dorycnium i Trifolium. Per regions, al sud de Portugal de Dorycnium hirsutum; al sud d'Espanya de Medicago littoralis, Medicago truncatula, Medicago minima, Medicago polymorpha, Astragalus lusitanicus, Trfifolium cherleri i Ornithopus compresus; al sud de França de Medicago lupulina i al nord d'Àfrica de Medicago turbinata, Lotus hispidus i Anthyllis tetraphylla.

## Període de vol
Només una generació a l'any. En regions més càlides els primers individus s'observen a partir del febrer (de vegades del gener) fins al maig. Hiberna com a pupa, es creu, a l'interior dels nius de formigues, ja que criades en captivitat a l'hora de pupar es mostren inquietes i acaben morint. Ara bé, d'altres afirmen que ho fa protegida sota les pedres. Pot romandre en aquest estat més d'una temporada.

## Ecologia
La femella pon els ous de manera individual i en diferents plantes, sobre les seves flors o prop d'aquestes. La incubació dura uns 10 dies. Un cop neix, s'introdueix a la beina i s'alimenta del seu interior. Depenent de la planta nutrícia, es poden desenvolupar més d'una eruga en una mateixa beina.
Al llarg de la seva etapa larvària muda 4 vegades, cosa que equival a un total de 5 fases larvàries. Un cop ha pupat, romandrà en aquesta fase durant un mínim de 9 mesos. Es creia que tenien costums caníbals, tot i que actualment es dubta d'aquest fet.
Com la majoria de licènids, les erugues són mirmecófiles: s'associen amb formigues com Plagiolepis pygmaea, Tapinoma nigerrimum, Crematogaster auberti i Crematogaster sordidula, encara que s'especula que la seva relació pot ser facultativa (opcional). Són atacades per parasitoids, himenòpters bracònids, del gènere Cotesia, especialment Cotesia astrarches i Cotesia inducta. Aquests maten l'eruga en un període d'entre 4 i 7 dies (temps en el qual perd quasi el 50% del seu pes). Tot i viure dins de les beines, s'exposen al perill de ser parasitades quan es desplacen d'una beina fins a una altra.
En alguns ecosistemes entra en forta competència per l'aliment amb altres espècies de licènids tals com Lampides boeticus i Leptotes pirithous, fruits de les plantes de les quals també s'alimenta la Tomares ballus.
Un tema de certa controvèrsia és la mateixa pupació. En captivitat les erugues que s'apropen a la nova fase del cicle vital donen voltes durant uns 2 dies, arribant a perdre fins al 30% del seu pes. A part de la hipòtesi de la pupació als nius de formigues, es creu que això podria ser una tàctica de dispersió per evitar problemàtiques, per exemple, amb els incendis.
Al matí, després de nits fredes i gelades, s'han observat adults reposant lateralment amb les ales tancades sobre les roques que es comencen a escalfar; orienten les ales de manera que quedin perpendiculars als raigs solars i les van ajustant depenent de la situació del Sol. Els mascles són territorials i volen constantment pel seu territori buscant femelles fins que es paren als seus llocs habituals, des d'on observen el territori, mentre que les femelles volen més pausadament cercant aliment.

## Espècies ibèriques similars
- Verdeta d'ull ros (Callophrys avis)
- Verdeta d'ull blanc (Callophrys rubi)